# 柴野義広
柴野 義広（しばの よしひろ、1846年11月30日（弘化3年10月12日） - 1924年（大正13年）7月1日）は、幕末の加賀藩士、大日本帝国陸軍軍人。最終階級は陸軍中将。位階勲等功級は正四位勲一等功四級。

## 経歴
加賀藩士。のちの石川県出身。柴野忠盛の長男。1868年（明治元年）戊辰戦争では加賀藩3番小隊に属し各地を転戦した。1871年（明治4年）12月、陸軍少尉として出仕し、砲兵中隊長、大隊長を経て、1888年（明治21年）6月、野砲兵第3連隊長に補され、1890年（明治23年）11月、陸軍砲兵大佐に進む。日清戦争では連隊長として出征し海城の攻防戦で苦戦した。
ついで野戦砲兵監を経て、1897年（明治30年）4月、陸軍少将に進級。1902年（明治35年）5月、陸軍中将に進級と同時に予備役に編入し、1904年（明治37年）4月、留守第10師団長を経て、1906年（明治39年）3月、後備役に編入し、1909年（明治42年）4月、退役した。墓所は多磨霊園(12-1-12)。